# Schnock (revue)
Schnock est un mook trimestriel français fondé en 2011, consacré à la culture pop des années 1960 à 1990.
Il se proclame « la revue des vieux de 27 à 87 ans ».

## Histoire
La direction éditoriale est formée par Christophe Ernault (alias Alister) et Laurence Rémila, rédacteur en chef du magazine Technikart. Ce dernier défend une ligne éditoriale à la fois « extrêmement ouverte et extrêmement snob ». Les dessins sont réalisés par Erwan Terrier. Le titre de la revue provient de l'expression familière « vieux schnock » (« imbécile, fou » en alsacien).
Pour son 40e numéro, la revue est consacrée au film Le Dîner de cons.
En 2016, Pascal Praud déclare dans Le Point « Lisez Schnock les amis, lisez Schnock ! ». En 2019, Libération qualifie le journal (pourtant conçu par des gens de gauche) de "rétromaniaque". En 2022, dans Le Masque et la plume, Jérôme Garcin invite les auditeurs à lire le numéro consacré à Isabelle Huppert. En 2023, sur France Inter, François Morel rend hommage à Bourvil en couverture de Schnock.

## Liste des numéros et personnalités consacrées en couverture
- no 1 : Jean-Pierre Marielle (été/automne 2011)
- no 2 : Amanda Lear (hiver/printemps 2012)
- no 3 : Jean Yanne (été 2012)
- no 4 : Daniel Prévost (automne 2012)
- no 5 : Christian Clavier, Marie-Anne Chazel, Gérard Jugnot, Thierry Lhermitte et Anémone (numéro sur Le père Noël est une ordure) (hiver 2012)
- no 6 : Serge Gainsbourg (printemps 2013)
- no 7 : Miou-Miou, Gérard Depardieu et Patrick Dewaere (numéro sur Les Valseuses) (été 2013)
- no 8 : Pierre Richard (automne 2013)
- no 9 : Coluche (hiver 2013)
- no 10 : Guy Bedos, Jean Rochefort, Claude Brasseur, Victor Lanoux (numéro sur Un éléphant ça trompe énormément) (printemps 2014)
- no 11 : Brigitte Bardot (été 2014)
- no 12 : Pierre Desproges (automne 2014)
- no 13 : Jean-Paul Belmondo (hiver 2014)
- no 14 : Jacques Dutronc (printemps 2015)
- no 15 : Jacques Brel, Aldo Maccione, Charles Gérard, Lino Ventura et Charles Denner (numéro sur L'aventure c'est l'aventure) (été 2015)
- no 16 : Michel Sardou (automne 2015)
- no 17 : Professeur Choron et François Cavanna (hiver 2015)
- no 18 : Philippe Noiret (printemps 2016)
- no 19 : Mireille D'arc (été 2016)
- no 20 : Catherine Deneuve (automne 2016)
- no 21 : Michel Audiard (hiver 2016)
- no 22 : Françoise Hardy (printemps 2017)
- no 23 : Charles Aznavour (été 2017)
- no 24 : Les Charlots (automne 2017)
- no 25 : Renaud (hiver 2017)
- no 26 : Pierre Tchernia (printemps 2018)
- no 27 : Guy Marchand (automne 2018)
- no 28 : Laurent Voulzy et Alain Souchon (hiver 2018)
- no 29 : Jean Gabin (printemps 2019)
- no 30 : Gérard Depardieu (été 2019)
- no 31 : Eddy Mitchell (automne 2019)
- no 32 : Albert Uderzo et René Goscinny (hiver 2019)
- no 33 : Lino Ventura (printemps 2020)
- no 34 : Sylvie Vartan (été 2020)
- no 35 : Le Splendid (numéro sur Les Bronzés) (automne 2020)
- no 36 : Pierre Lescure, Antoine de Caunes, José Garcia, André Rousselet, PPDA en marionnette (numéro sur Les années Canal+) (hiver 2020)
- no 37 : Alain Delon (printemps 2021)
- no 38 : Henri Salvador (été 2021)
- no 39 : Jean Rochefort (automne 2021)
- no 40 : Thierry Lhermitte, Jacques Villeret et Daniel Prévost (numéro sur Le Dîner de cons) (hiver 2021)
- no 41 : Claudia Cardinale (printemps 2022)
- no 42 : Patrick Dewaere (été 2022)
- no 43 : Isabelle Huppert (automne 2022)
- no 44 : Les Inconnus (hiver 2022)
- no 45 : Louis de Funès (printemps 2023)
- no 46 : Michel Drucker (été 2023)
- no 47 : Véronique Sanson (automne 2023)
- no 48 : Karl Lagerfeld (hiver 2023)
- no 49 : Bourvil (printemps 2024)
- no 50 : Johnny Hallyday (été 2024)
- no 51 : Françoise Sagan (automne 2024)
- no 52 : Georges Pompidou (hiver 2024)
- no 53 : Romy Schneider (printemps 2025)
- no 54 : Sheila (été 2025)
- no 55 : Mes meilleurs copains (automne 2025)